# BCA Card
BCA Card là một thẻ tín dụng từ Indonesia, thuộc sở hữu của Bank Central Asia. Được giới thiệu lần đầu tiên tháng 12 năm 1979 bởi Mocthar Riady, theo Abdullah Ali, BCA Card là một đầu tiên thẻ tín dụng trong Indonesia.
Vào năm 2006, BCA Card hợp tác với DC Comics đến giới thiệu phiên bản phim hoạt hình của hai biến thể quốc tế, Taz-Mania cho MasterCard thể quốc tế và Batman cho VISA thể quốc tế. BCA Card MasterCard và JCB được giới thiệu vào tháng 11 năm 1983, nghỉ vì BCA Card VISA được giới thiệu vào tháng 1 năm 1989. Và BCA Card UnionPay được giới thiệu vào tháng 6 năm 2021.